# 邁丹 (瓦爾基區)
49°42′52″N 35°15′52″E / 49.71444°N 35.26444°E
邁丹（烏克蘭語：Майдан）是位於烏克蘭東部的村莊，由哈爾科夫州博霍杜希夫區的瓦爾基市鎮負責管轄。該村始建於1651年，面積0.41平方公里，海拔高度144米，2001年人口47，人口密度每平方公里1.15人。